# Odruch szukania
Odruch szukania – odruch fizjologiczny, zaliczany do odruchów prymitywnych, występuje u noworodków od chwili urodzenia do 3. miesiąca życia.

## Sposób wywołania odruchu
Wywołanie odruchu polega na drażnieniu okolicy kąta ust. Prawidłowa odpowiedź polega na otwarciu ust, wysunięciu języka i zwrocie głowy w kierunku zadziałania bodźca. Ten typ reakcji występuje u noworodków donoszonych i utrzymuje się do 3. miesiąca życia.
U wcześniaków urodzonych:
- poniżej 28. tygodnia życia płodowego nie obserwuje się tego odruchu.
- pomiędzy 28. a 30. tygodniem życia płodowego - odruch jest opóźniony i ogranicza się jedynie do otwarcia ust
- pomiędzy 30. a 32. tygodniem życia płodowego - następuje otwarcie ust i wysunięcie języka bez zwrotu głowy
- od 34. tygodnia życia płodowego występuje prawidłowy wzorzec odruchu, podobnie jak noworodków urodzonych o czasie.